# Gonatocerus walkerjonesi
Gonatocerus walkerjonesi är en stekelart som beskrevs av Triapitsyn 2006. Gonatocerus walkerjonesi ingår i släktet Gonatocerus och familjen dvärgsteklar.
Artens utbredningsområde är Nicaragua. Inga underarter finns listade i Catalogue of Life.